# Joan Troglita
Joan Troglita (en grec: Ἰωάννης Τρωγλίτης) va ser un general de l'Imperi Romà d'Orient durant el segle VI. Va participar a la guerra vàndala i va servir al nord d'Àfrica com a governador militar regional durant els anys 533–538, abans de ser enviat a l'est a les guerres amb el Perses sassànides. Com dux Mesopotamiae, Troglita es va distingir en diverses batalles en nom de l'emperador Justinià I (r. 527– 565). A l'estiu del 546, Justinià va triar a Joan Troglita per a assumir el comandament general de les forces imperials a l'Àfrica, on una successió de revoltes de les tribus indígenes amazics i del propi exèrcit imperial havia reduït seriosament el domini imperial. Troglita va obtenir ràpidament una victòria inicial a l'hivern del 546/547 contra les tribus de Bizacena, però va ser derrotat a l'estiu del 547 per les tribus de Tripolitana, i Àfrica va tornar a estar exposada a incursions destructives. Troglita va reorganitzar el seu exèrcit i va assegurar l'ajuda d'alguns líders tribals, i es va enfrontar i va derrotar decisivament a la coalició tribal a la batalla dels Camps de Cató a l'estiu del 548. Aquesta victòria va significar el final de la revolta amazic i va suposar una era de pau per a Àfrica. Troglita també va estar involucrat en la Guerra Gòtica, enviant dues vegades algunes de les seves tropes a Itàlia per a ajudar contra els Ostrogots.
Les gestes de Joan Troglita, especialment contra els amazics a Àfrica, són el tema de l'últim poema èpic llatí de l'Antiguitat, el Iohannis, o De Bellis Libycis  ("Conte de Joan, o Sobre la Guerra de Líbia") de Flavi Cresconi Corip, que és la principal font sobre la seva vida.

## Orígens
Els orígens exactes de Joan Troglita no són clars. Pot haver nascut a Tràcia, però el seu peculiar cognom podria indicar la seva procedència de Trogilos (grec: Τρώγιλος) a Macedònia. Segons la informació proporcionada per l'historiador del segle VI Procopi de Cesarea i el panegirista de Troglita Corip, era fill d'un tal Evanthes, i tenia almenys un germà anomenat Pappus. El propi Troglita es va casar amb una "filla d'un rei", probablement un cap bàrbar, i va tenir un fill, Pere.

## Carrera primerenca a Àfrica i Orient
Joan Troglita es esmentat per primera vegada per haver participat a la guerra vàndala (533–534) sota el comandament de Belisari, i pot ser identificable amb el Joan, que comandava una unitat de foederati. a les batalles d'Ad Decimum i Tricamàrum. Troglita va romandre a la província d'Àfrica després de la partida de Belisari el 534, i va participar en les expedicions de Salomó contra els amazics del 534–535. En aquest moment, probablement era el governador militar local (dux) a Bizacena o, més probablement, a Tripolitana, ja que se l'esmenta com a líder d'expedicions reeixides contra els Laguatan. Troglita també va lluitar contra l'exèrcit amotinat sota el comandament del renegat Estotzes, participant en la primera victòria obtinguda per Belisari a Membresa el 536, i després, sota Germà, el successor de Salomó, a la batalla decisiva de les Escales Velles a la primavera del 537. En aquesta batalla, va ser un dels comandants de la cavalleria de l'ala dreta de l'exèrcit imperial, que segons l'historiador Procopio va ser derrotat i expulsat pels homes de Estotzes, perdent els seus estendards en el procés. No obstant això, la batalla va resultar en una victòria imperial. El 538, Troglita es va destacar a la Batalla d'Autenti, probablement a la Bizacena.
En algun moment posterior al 538, Troglita va ser enviat a la frontera oriental, on el 541 va ser nomenat dux Mesopotamiae, un dels comandaments militars més importants de la regió. Des d'aquest lloc, va arrestar a un membre de l'ambaixada enviada pel rei ostrogot Vitiges als perses per a incitar-los a atacar l'Imperi. Quan va esclatar la guerra, segons Corip, Joan va obtenir una sèrie d'èxits contra l'exèrcit persa: va derrotar al general Nabedes prop de Nisibis, va dirigir al seu exèrcit en un reeixit atac nocturn contra la força persa que assetjava Teodosiopolis, i després va derrotar a un altre exèrcit persa que assetjava Dara, capturant al seu general, Mihr-Mihroe. Procopi, no obstant això, dóna un relat diferent de la primera batalla, indicant que Troglita va haver de ser salvat d'un sobtat atac persa per part de Belisari, i no esmenta els altres dos incidents en absolut. No obstant això, Corip sosté que Joan va ser felicitat pel seu acompliment per Urbici, un dels assessors de l'emperador Justinià I que havia estat enviat a supervisar la guerra.

## Alt comandament a Àfrica
Durant l'absència de Troglita d'Àfrica, la situació havia estat turbulenta. Germà va romandre a la província fins al 539 i va aconseguir restaurar la disciplina a l'exèrcit i pacificar els territoris centrals d'Àfrica Proconsularis i Bizacena. Va ser succeït per Salomó, qui va començar el seu segon mandat amb gran èxit, derrotant als amazics del Regne de l'Aurès i establint el control sobre Numídia i Mauritània Sitifense. No obstant això, la revolta amazic va esclatar de nou el 543, i Salomó va morir a la Batalla de Cíl·lium el 544. El seu successor, el seu nebot Sergi, era incompetent. Va ser derrotat pels amazics i reemplaçat pel senador Areobind, qui va ser assassinat a la primavera del 546 en una altra revolta militar dirigida pel general Guntaric. Aquest últim tenia la intenció de declarar-se independent de Constantinoble, però aviat va ser assassinat per Artàban. La necessitat d'un líder nou i capaç a Àfrica era evident per a Constantinoble. Després que es signes una treva amb Pèrsia el 546, l'emperador Justinià, tal vegada, com implica Corip, seguint el consell de Urbici, va cridar a Troglita de l'Est. Després de demanar-li un informe sobre la situació allí a Constantinoble, l'Emperador el va col·locar al capdavant d'un nou exèrcit i el va enviar a Àfrica com el nou magister militum per Africam a finalitats de l'estiu del 546.

### Repressió de la revolta amazic

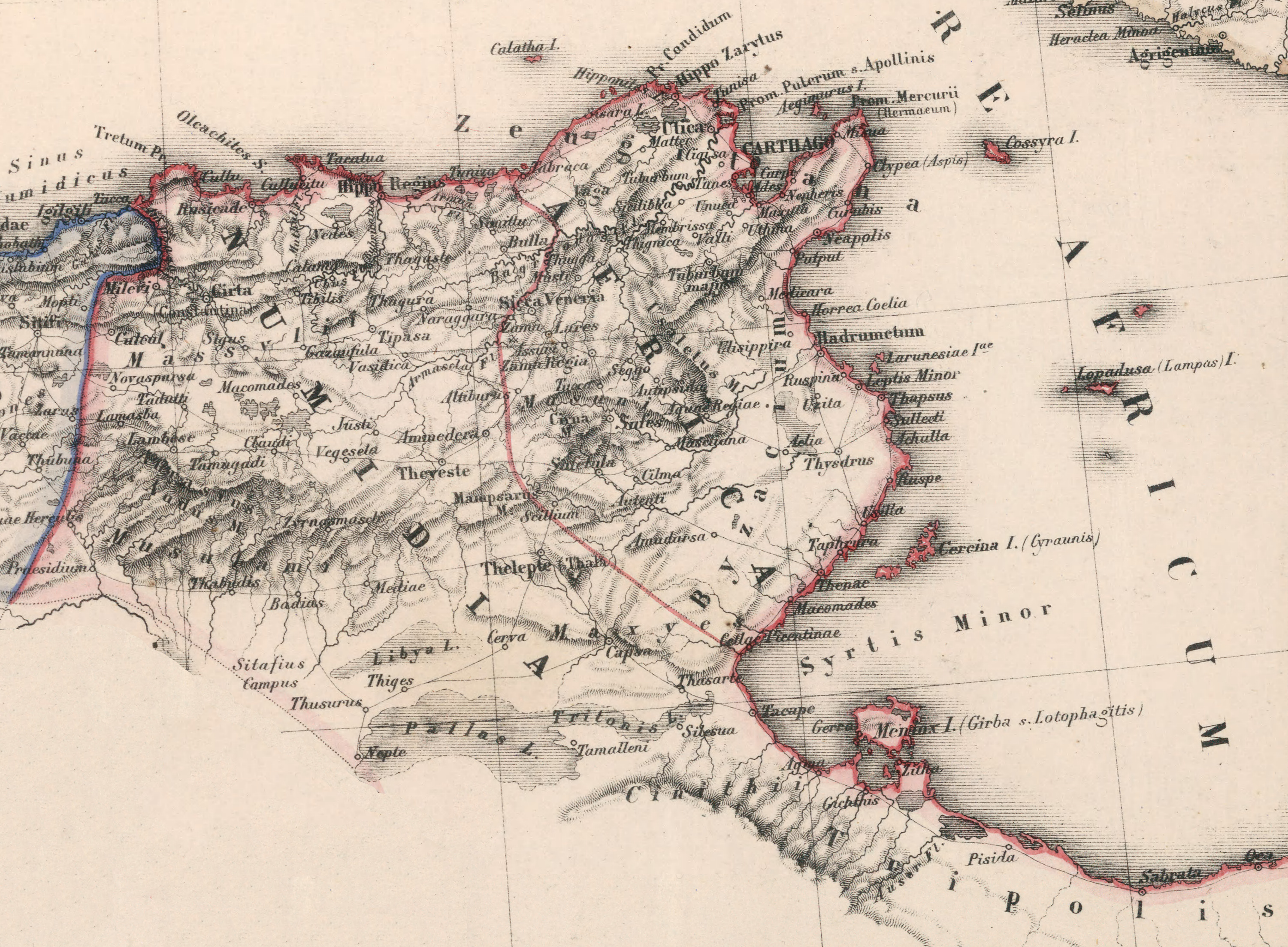
Àfrica romana, amb les províncies de Bizacena, Zeugitana i Numídia.

A finals del 546, quan Joan Troglita va arribar a Cartago, la situació era greu: les tropes imperials, sota el comandament de Marcenci el dux de Bizacena i Gregori l'Armeni a Cartago, eren poques i estaven desmoralitzades. Resistien a les ciutats costaneres, bloquejades pels natius de Bizacena sota el comandament del seu cacic Antales, mentre que les tribus Laguatan i Austurae de Tripolitana atacaven Bizacena amb impunitat. Els esforços diplomàtics de Troglita, no obstant això, van assegurar la lleialtat dels líders locals Cutzines i Ifisdeias, els qui es van unir a l'exèrcit imperial amb diversos milers dels seus homes. A més, el rei del Regne de l'Aurès, Iaudes, es va retirar a Numídia, en assabentar-se de l'arribada de Troglita i van seguir un curs de neutralitat armada.

### Derrota d'Antales
A la seva arribada a Cartago, Troglita va reorganitzar les seves tropes, reforçant les forces locals amb els veterans que havia portat amb si, en la seva majoria arquers a cavall i catafractes, i va marxar a la trobada dels rebels. A Antonia Castra es van presentar emissaris d'Antales, però Troglita va rebutjar els seus termes i els va empresonar. L'exèrcit imperial va entrar a la Bizacena, va alleujar les ciutats assetjades i es va unir a Marcenci. Els amazics, presos per sorpresa pel veloç avanç de l'exèrcit imperial, es van retirar de nou a l'interior muntanyenc i boscós, on van reunir les seves forces sota el lideratge de Ierna dels Laguatan i Antales. Corip suggereix que esperaven que Troglita no mantingués la seva persecució durant l'hivern i que tindrien avantatge sobre l'exèrcit imperial en aquest terreny. Troglita va acampar prop de les posicions amazics i va enviar a un enviat, Amantius, per a portar a Antales les seves condicions: el general va oferir amnistia a canvi de sotmetre's novament a l'autoritat imperial, petició refusada.
Corip narra la batalla de Sufètula extensament, però la seva imitació del vers de Virgili proporciona pocs detalls concrets: queda clar que va ser una batalla llarga, indecisa i sagnant. Finalment, els romans van prevaler i van fer retrocedir als amazics, trencant les seves defenses i assaltant el seu campament. Segons Corip, Ierna, que era el principal sacerdot del déu Gurzil, va ser assassinat mentre intentava protegir una imatge del déu. Molts altres líders tribals van caure i la resta es va dispersar. Les restes de les tribus tripolitanes van abandonar Bizacena i Antales es va veure obligat a deposar les armes. A més, molts presoners van ser alliberats del campament amazic, i entre els tresors capturats estaven els estendards militars perduts per Salomó en Cíl·lium el 544. Aquests van ser enviats a Constantinoble, mentre Troglita realitzava una entrada triomfal a Cartago.

### Aixecament a la Tripolitana
Amb aquesta victòria, la guerra semblava guanyada i la pau restablerta a Àfrica. Uns mesos més tard, no obstant això, les tribus de Tripolitana es van tornar a reunir i van formar una coalició sota el comandament del rei dels Ifuraces, Carcasà. Després d'assaltar Tripolitana, van girar cap a l'oest per a assaltar Bizacena novament. Notificat d'això per Rufí, el dux de Tripolitana, Troglita va sortir a la seva trobada. Mentrestant, l'exèrcit romà s'havia afeblit per la necessitat de reforçar a Belisari contra els gots a Itàlia: dels nou regiments que Troglita havia portat amb si des de Constantinoble, tres van ser enviats a Itàlia. Els amazics d'Antales van romandre hostils encara que no es van unir immediatament al conflicte de moment, però els romans es van veure privats dels serveis de Ifisdeias, qui es va negar a comprometre als seus homes. Malgrat el calorós estiu, Troglita va fer marxar ràpidament als seus homes fins al límit sud de Bizacena, al llarg de la vora del desert, amb l'esperança de trobar allí als rebels i evitar que la soferta província tornés a ser devastada. Els amazics inicialment es van retirar a l'àrid interior, amb l'esperança de deixar-lo enrere, però l'exèrcit de Troglita, acompanyat d'una caravana amb aigua i provisions, els va seguir fins al desert. Tots dos exèrcits van patir set i fam, i el descontentament es va estendre entre els soldats romans. Finalment, gairebé va esclatar un motí quan una epidèmia va matar a una gran part dels cavalls de l'exèrcit, la qual cosa va obligar a Troglita a girar de nou cap al nord, cap a la costa.
Allí, Troglita es va col·locar entre l'altiplà de Matmata i la costa, i va esperar als amazics. També va enviar vaixells per a portar provisions, però els vents adversos ho van fer impossible. Quan l'exèrcit enemic va aparèixer a prop, també exhaust per la fam, es va dirigir a unes fonts d'aigua, a les quals Troglita es va disposar a arribar primer. Els romans van acampar a Marta, on es va iniciar la batalla. La batalla de Marta va ser una derrota desastrosa per als romans, l'exèrcit dels quals es va trencar i va fugir. Corip, possiblement en un intent d'exculpar al seu heroi Troglita, atribueix la derrota a la indisciplina d'alguns soldats, que van atacar a l'enemic abans que l'exèrcit estigués llest, la qual cosa va provocar un enfrontament fragmentari i desorganitzat. Segons el relat de Corip, els aliats amazics dels romans van entrar en pànic primer i es van retirar, provocant la desintegració de tot l'exèrcit, malgrat la intervenció personal de Troglita i els altres líders romans.

### Represa de l'aixecament amazic a la Bizacena
Després d'aquesta derrota, Troglita va fugir a Iunci(actual Bordj Younga), on va començar a reagrupar-se. No obstant això, les pèrdues van ser tan altes i la moral de l'exèrcit tan baixa que aviat es va veure obligat a retirar-se més al nord, a la fortalesa de Laribus (Lorbeus, prop d'el Kef), on va començar a reunir el seu exèrcit. En assabentar-se de la batalla, Antales es va aixecar immediatament i es va unir a les tribus tripolitanes, mentre els aliats dels romans, Cutzines i Ifisdeas, es barallaven entre ells. Durant la resta del 547, els amazics van tenir llibertat per a atacar Àfrica, arribant fins i tot als voltants de Cartago.
Troglita no va romandre inactiu: des de Cartago, el prefecte del pretori Atanasi i el jove fill de Troglita van organitzar reforços i provisions per al campament de Laribus, mentre que el propi Troglita va aconseguir no sols reconciliar a Cutzines i Ifisdeias, sinó també guanyar la lleialtat del rei Iaudes i la seva tribu. A la primavera del 548, Troglita, havent reagrupat les seves forces, es va reunir amb els seus aliats a la plana d'Arsuris, al límit nord de Bizacena. Corip dóna números extraordinaris per als contingents natius proporcionats per cada cap: 30.000 per a Cutzines, 100.000 per a Ifisdeias i 12.000 sota el germà de Iaudes. Tot i aquests nombres irreals, sembla clar que les tropes regulars de Troglita formaven la porció menor de l'exèrcit imperial.

### Derrota final de la revolta
Les tribus, sota el lideratge de Carcasà i Antales, havien acampat al centre de la Bizacena, a la plana de Mammes. Carcasà, confiat després de la seva victòria de l'any anterior, va voler enfrontar-se immediatament a l'exèrcit imperial, però va cedir a l'opinió d'Antales, que propugnava la tàctica, més cautelosa i provada, de retirar-se i arrossegar als romans a l'interior, forçant-los a marxar lluny de les seves bases de proveïment i a través d'un país devastat, esgotant-los i desmoralitzant-los. Els rebels es van retirar així al sud i a l'est, arribant a Iunci després de deu dies. L'exèrcit de Troglita els va perseguir a certa distància, intercanviant només alguns cops amb la rereguarda de les tribus. No obstant això, una vegada que l'exèrcit romà va arribar a la plana davant Iunci i va acampar, els amazics es van retirar novament a l'interior muntanyenc. Havent estat informat per un espia de l'estratègia del seu enemic, Troglita es va negar a seguir i va romandre acampat prop del port de Lariscus, des d'on podia reproveir-se fàcilment. No obstant això, el descontentament va créixer entre els soldats, que no comprenien les reticències del seu líder a lluitar. L'exèrcit es va amotinar i va atacar la tenda de Troglita, que amb prou feines es va poder escapar. Gràcies als contingents amazics aliats, que es van mantenir ferms, Troglita va poder tornar a imposar el control sobre els seus homes.
Troglita veient això va moure el seu exèrcit per a enfrontar-se a l'enemic, que estava acampat en una plana anomenada els Camps de Cató. El campament amazic havia estat fortament fortificat i Troglita es va mostrar poc inclinat a llançar un assalt directe. Per tant, el va bloquejar, esperant que la fam els obligués a lluitar contra ell en batalla oberta. Per a encoratjar-los encara més, va contenir als seus homes, fingint renuència a lluitar. El pla de Troglita va funcionar: animats pels sacrificis als seus déus i amb l'esperança d'atrapar a l'exèrcit imperial desprevingut, els amazics van atacar el campament imperial un diumenge, però Troglita els estava esperant. La batalla dels Camps de Cató va ser renyida, llarga i sagnant, però finalment els romans van guanyar la partida. En aquest punt, Carcasà va reunir les seves forces i va llançar un feroç contraatac, però va ser assassinat pel propi Troglita. En veure caure al seu líder, els amazics es van trencar i van fugir. La batalla va ser un èxit rotund per als romans. Disset dels principals líders rebels van morir, les tribus tripolitanes van ser delmades i es van retirar al desert, i Antales i els seus seguidors es van sotmetre a Troglita. Finalment es van assegurar la Bizacena, Numidia i la Tripolitana, i es va inaugurar un període de pau que va durar els següents catorze anys, fins al 562.

### Activitats posteriors
Aproximadament en aquest moment, Troglita sembla haver estat ascendit al rang honorífic de la cort de patrici, com ho testifica l'historiador del segle VI Jordanes. Va romandre al comandament a Àfrica durant almenys altres quatre anys més, començant el difícil treball de la reconstrucció. Troglita va restablir l'aparell administratiu civil com el va concebre originalment l'emperador Justinià en 533, compartint la seva autoritat amb el prefecte Atanasi. Les fortificacions provincials construïdes per Salomó van ser restaurades i les tribus amazics van tornar acuradament a un estat de vassallatge com foederati imperials. Segons l'erudit Bury, l'historial de Troglita en el restabliment de l'ordre i la tranquil·litat en la conflictiva província el converteix, juntament amb Belisari i Salomó, en "el tercer heroi de la reocupación imperial d'Àfrica".
L'èxit de Troglita en la restauració de la pau a Àfrica es pot veure en el fet que a la fi del 551, quan Totila, rei dels ostrogots, va capturar Sardenya i Còrsega, Troglita va poder desprendre's de suficients forces com per enviar una flota per a recuperar-les, encara que sense èxit. Es desconeix la data exacta de la mort de Troglita, però el més probable és que morís el 552 o poc després.